# 滋賀県道239号水谷彦根線
滋賀県道239号水谷彦根線（しがけんどう239ごう すいだにひこねせん）は、滋賀県犬上郡多賀町から彦根市に至る一般県道である。

## 概要
犬上郡多賀町大字水谷から彦根市佐和山町に至る。
終点付近の佐和山には、佐和山城跡がある。

### 路線データ
- 起点：犬上郡多賀町大字水谷（滋賀県道17号多賀醒井線交点）
- 終点：彦根市佐和山町（国道8号交点）
- 総延長：6.9 km

## 路線状況

### 重複区間
- 旧中山道（彦根市鳥居本町）

## 地理

### 通過する自治体
- 滋賀県
  - 犬上郡多賀町 - 彦根市

### 交差する道路
| 交差する道路           | 市町村名 | 市町村名 | 交差する場所 | 交差する場所 |
| ---------------------- | -------- | -------- | ------------ | ------------ |
| 滋賀県道17号多賀醒井線 | 犬上郡   | 多賀町   | 大字水谷     | 起点         |
| 旧中山道 重複区間起点  | 彦根市   | 彦根市   | 鳥居本町     |              |
| 旧中山道 重複区間終点  | 彦根市   | 彦根市   | 鳥居本町     |              |
| 国道8号                | 彦根市   | 彦根市   | 佐和山町     | 終点         |

### 交差する鉄道
- 東海道新幹線

### 沿線
- 浄願寺
- 信行寺
- 彦根市立鳥居本小学校
- 彦根福祉会立鳥居本保育園
- 彦根鳥居本郵便局
- 彦根カントリー倶楽部